# فریگیت کلاس شیوالیک
فریگیت کلاس شیوالیک (به انگلیسی: Shivalik-class frigate) یک کلاس از کشتی است که طول آن ۱۴۲٫۵ متر (۴۶۸ فوت) می‌باشد.